# 贝拉娜·朵芮丝
贝拉娜·朵芮丝（B'Elanna Torres），由罗克珊·道森饰演，是科幻电视剧《星际旅行：航海家号》的一名虚构角色。她是联邦星舰航海家号的轮机长。
朵芮丝是《星际旅行》中唯一有着西裔背景的角色。

## 概览
于2349年出生在联邦殖民地克西克IV星（Kessik IV）的朵芮丝，拥有着一个不幸福的童年。她的人类父亲与克林贡母亲经常会发生争斗，当她5岁时，她的父亲终于离开了这个家（但后来的剧情又说到这件事发生在她12岁时）。他回到了地球，抛弃了她们母女俩。
作为人类与克林贡的混血儿，朵芮丝继承了克林贡人好斗的天性。她曾因为同学丹尼尔·伯德（Daniel Byrd）不断地嘲笑自己为“乌龟头小姐”（Miss Turtlehead）而揍了对方一顿。朵芮丝一生都带着这种好斗的习性，但她在后来学会了如何控制它。

### 星际舰队学院与马奇游击队
2368年，19岁的朵芮丝从星际舰队学院辍学，并成为了马奇反抗组织的一员。她在那里产生了对卡达西人深恶痛绝的恨意。朵芮丝开始和马奇舰长查可泰交往，并在他的星舰瓦尔·吉恩号上担任轮机长的职位。他们后来一同被守护者带到了第四象限。
在马奇游击队的时候，朵芮丝曾经重新给一颗卡达西导弹“无畏号”（Dreadnought）编程。这颗由人工智能构建的导弹最初的目标是马奇游击队的军事基地。朵芮丝将其改为了卡达西人的军事基地，但这颗“无畏号”却也被守护者意外地带到了第四象限。